# 堵格镇
堵格乡，是中华人民共和国四川省凉山彝族自治州会东县下辖的一个乡镇级行政单位。

## 行政区划
堵格乡下辖以下地区：
堵格村、切路村、火坪村、羊槽村、五省庙村、团圆村、菩萨箐村、赊租村和小村子村。